# Live (album Ewy Demarczyk)
Live – album Ewy Demarczyk wydany w 1982 roku nakładem wytwórni muzycznej Wifon. Na albumie znalazł się zapis z koncertów, jakie artystka dała w 1979 w Teatrze Żydowskim w Warszawie. Płyta oryginalnie ukazała się jako podwójny longplay. Album uzyskał status złotej płyty za sprzedaż ponad 100 tysięcy egzemplarzy.
Za projekt graficzny albumu Live odpowiadał Zbigniew Łagocki.

## Lista utworów
Opracowano na podstawie materiału źródłowego.
1. „Cancion de voces serenas”
2. „Tomaszów”
3. „Czerwonym blaskiem otoczona”
4. „Nähe des Geliebten”
5. „Babuni”
6. „Grande Valse Brillante”
7. „Il etait une feuille”
8. „Taki pejzaż”
9. „Rebeka”
10. „Musik im Mirabell”
11. „Panna śnieżna”
12. „Skrzypek Hercowicz”
13. „Sur le pont d’Avignon”
14. „Ronda del fuego”
15. „Cyganka”
16. „Pocałunki”
17. „Wiersze wojenne”
18. „Palma sola”